# Pentraeth
 (mai 2008).
Si vous disposez d'ouvrages ou d'articles de référence ou si vous connaissez des sites web de qualité traitant du thème abordé ici, merci de compléter l'article en donnant les références utiles à sa vérifiabilité et en les liant à la section « Notes et références ».
Pentraeth est une communauté et un village de l'île d'Anglesey, au pays de Galles (Royaume-Uni). Cette commune est située à 213 km de Cardiff et 341 km de Londres.

## Histoire
Le barde-prince Hywel ab Owain Gwynedd fut tué près de Pentraeth en 1170. À la mort de son père Owain Gwynedd en 1170, des querelles de succession avaient éclaté entre ses fils. Les demi-frères d'Hywel, Dafydd ab Owain Gwynedd et Rhodri ab Owain Gwynedd, le forcèrent à s'enfuir en Irlande. Il y leva une armée et revint réclamer sa part du royaume, mais il fut battu et tué lors d'une bataille près du Pentraeth actuel.